# Irene Paleóloga de Trebizonda
Irene Paleóloga (em grego: Ειρήνη Παλαιολογίνα; romaniz.: Eirēnē Palaiologina) foi uma imperatriz reinante de Trebizonda entre 6 de abril de 1340 e 17 de julho de 1341. Era filha ilegítima do imperador bizantino Andrônico III Paleólogo e casou-se com o imperador Basílio de Trebizonda em 1335.

## Casamento
Logo depois de seu casamento, Basílio tomou uma amante também chamada Irene e em 1339 se divorciou de Irene Paleóloga com a conivência do clero local. O caso de Irene passou a ser defendido pelo patriarca João XIV de Constantinopla e é provável que ela ainda tivesse muitas influência em Trebizonda. Segundo Nicéforo Gregoras, em 6 de abril de 1340, Irene provavelmente envenenou Basílio e tomou o trono para si num golpe palaciano. Sua posição, contudo, era tênue por causa da forma como ela obteve o trono e também por que ela não era da dinastia reinante, os Mega Comnenos. Para se fortalecer, Irene enviou a nova esposa do marido e os filhos deles para Constantinopla, onde seu pai poderia vigiá-los.
Apesar de tudo, Irene acreditava que o Império de Trebizonda precisava de um homem para governar e apelou ao pai que lhe enviasse um marido escolhido entre os nobres bizantinos. Porém, Andrônico III estava fora da capital — William Miller descreve a busca dos mensageiros por ele em Salonica e na Acarnânia — e morreu em 15 de junho de 1341 antes de conseguir responder ao pedido da filha. Enquanto isso, circulava em Trebizonda um rumor de que a imperatriz teria tomado um grande doméstico como amante, o que provocou intensas manifestações

## Guerra civil
A primeira fase da guerra civil resultante começou logo depois de sua ascensão. Três partidos adversários se formaram: o primeiro era o da própria Irene, composto pela família dos Amitzantários (Amytzantarioi) e pelos mercenários bizantinos cortesia de Andrônico; o segundo era dos nobres locais liderados pelo sebasto Tzanichita, capitão-geral dos escolários (scholarioi) e parte da guarda pessoal imperial do finado imperador; finalmente, havia ainda o do megaduque João, o Eunuco de Límnia. Os nobres de Tzanichita acamparam no Mosteiro de Santo Eugênio que, apesar de estar dentro das muralhas da cidade e perto do palácio imperial, era suficientemente defensável. Por dois meses, este grupo observou a facção de Irene e seus aliados, iniciando escaramuças diárias sem nenhum resultado permanente até 2 de julho de 1340, quando o megaduque se decidiu pelo lado de Irene. João enviou suas armas de cerco e  destruiu o mosteiro completamente, derrotando os rebeldes. Tzanchites estava entre os prisioneiros e foi enviado para Limnia, onde foi executado um ano depois.
Na mesma época, a situação do império se deteriorou por causa dos ataques dos turcos oguzes, cujas tropas chegaram às muralhas da capital. Um primeiro ataque foi repelido na parcharia ("na baixada"), mas um segundo, em julho de 1341, não pôde ser detido pelo já desmoralizado exército de Irene e os turcos conseguiram incendiar a maior parte da cidade, embora não a tenham capturado. A catástrofe foi exacerbada pela irrupção de uma epidemia que, segundo Miguel Panareto, teria se originado do odor pestilento que emanava dos cadáveres de homens e cavalos que se amontoavam pela cidade.

## Deposição
O reinado de Irene foi encerrado com a chegada da filha de Aleixo II, Ana Anacutlu. Antes da segunda invasão turca, Ana já havia sido convencida a abandonar o hábito e fora aclamada imperatriz na Lázica em 17 de julho de 1341. Segundo Miller, "a facilidade com que ela conseguiu destronar Irene pode ser explicada pelo fato de que enquanto esta representava a corte estrangeira de Bizâncio, ela representava uma dinastia local que, no século e meio anterior, se identificou completamente com o país".
Mas a sorte de Irene recebeu um novo sopro de vida 13 dias depois quando Miguel, o irmão de Aleixo II, chegou acompanhado de três navios de guerra bizantinos e de Nicetas Escolares, o capitão geral dos escolários, para assumir o trono como marido de Irene. Os nobres e o arcebispo Acácio o receberam bem inicialmente e chegaram a jurar-lhe fidelidade, convidando-o a tomar o palácio de seus ancestrais. Porém, quando a noite caiu, eles o aprisionaram e assassinaram sua escolta. Irene então viu Miguel ser colocado num navio para seu cativeiro em Oinaio enquanto ela própria foi forçada a embarcar num navio francês para ser levada de volta para Constantinopla. Nada mais se sabe sobre ela.